# Porter Robinson
Porter Weston Robinson (Chapel Hill, 15 de julho de 1992) é um DJ, produtor musical, músico e cantor estadunidense. Seu álbum de estreia, Worlds, foi lançado em 2014 e chegou à posição um na Billboard Top Dance/Electronic Albums. Robinson começou a lançar músicas sob o pseudônimo Virtual Self em 2017, com seu EP de estreia homônimo sendo lançado no mesmo ano.
Robinson foi indicado para o Grammy Award para melhor gravação de dance em 2019 por seu single "Ghost Voices". Na inauguração da Electronic Music Awards em 2017, ele foi indicado para Single do Ano e Ato Ao Vivo do Ano, com Madeon, pelo single "Shelter" e pelo Shelter Live Tour, respectivamente.
Suas outras acoladas incluem o 5º lugar no ranking de 2013 do DJ Times como Melhor DJ da América, 7º na lista Billboard 21 abaixo de 21, 1º na lista dos 25 abaixo dos 25 do InTheMix, e Artista do Ano na MTVU. Robinson também fez parte da lista dos 100 melhores DJs da DJ Mag por sete anos consecutivos.

## Discografia
- Worlds (2014)
- Nurture (2021)
- SMILE! :D (2024)

## Vida pessoal
Robinson está em um relacionamento com Rika Mikuriya (agora Rika Robinson) desde 2017. Eles anunciaram seu noivado em 2 de Janeiro de 2022, e se casaram no dia 7 de maio de 2023. Ele já falou que é amigo de DJs e produtores Madeon, Zedd eDillon Francis. Robinson tem Deformidade de Sprengel e já falou que isso leva ele a ter uma má postura.